# L'ankus del re
L'ankus del re (The King's Ankus) è un racconto dello scrittore inglese Rudyard Kipling appartenente al ciclo de Il libro della giungla.
Fu pubblicato per la prima volta nel marzo 1895 sullo St. Nicholas Magazine, per poi essere ristampato nello stesso anno nella raccolta Il secondo libro della giungla.

## Trama
Mowgli e Kaa si recano alle Tane Fredde, dove trovano sottoterra un incredibile tesoro composto da oro, gemme preziose e altri manufatti. Il tesoro è custodito da un grande e vecchio Cobra bianco, che minaccia di uccidere il cucciolo d'uomo se dovesse provare a rubare qualcosa; Mowgli riesce però a bloccare il guardiano e a uscire dal luogo del tesoro con un maestoso ankus di acciaio e avorio tempestato di gemme. Una volta fuori, lui e Kaa incontrano Bagheera, il quale li avverte che quell'oggetto è portatore di morte (come aveva annunciato furiosamente anche il Cobra). Dopo aver buttato via l'ankus, ritenendolo troppo pesante, Mowgli scopre che il manufatto è stato rubato mentre dormiva; seguendo le tracce nella giungla insieme alla pantera nera, scopre i corpi di vari uomini che si erano uccisi a vicenda per appropriarsene. Resosi conto della natura malvagia attirata dall'ankus, Mowgli lo recupera e lo riporta alle Tane Fredde.

## Critica
Il racconto è stato molto apprezzato dai critici. Mark Paffard vede nel racconto «una rielaborazione di un altro tema antico, in cui la giungla è innocente rispetto al male portato per acquisizione, con Mowgli come il suo 'nobile selvaggio'», mentre James Harrison sottolinea come sia ragazzi che adulti possono apprezzare le vicende narrate.
Un parallelismo con Il racconto dell'indulgenziere di Geoffrey Chaucer viene visto da Nora Crook, J. M. S. Tompkins e Angus Wilson. Quest'ultimo, in particolare, definisce il racconto come «la corona dei due libri» e «il miglior uso del mito da parte di Kipling in tutta la sua opera», loda l'intensa rappresentazione dei luoghi in cui è ambientato e definisce il Cobra bianco «una delle creature più affascinanti di Kipling».

## Uso nello scautismo
Nonostante non abbia una particolare collocazione cronologica rispetto alle altre storie di Mowgli, nella branca dei lupetti dello scautismo il racconto può essere utilizzato dai capi branco essendo definito una «magnifica parabola sull'avidità umana e sui suoi effetti morali». Mentre la prima parte comprende diversi spunti poetici, la seconda ha un taglio più didascalico; nel suo complesso, comunque, la sua atmosfera è caratterizzata da «colore, movimento, tensione palpitante». Il racconto si presta a diversi spunti per una grande caccia o attività pratiche (giochi di movimento, di espressione, di conoscenza della natura, di ricerca delle tracce ecc.), e viene suggerito di concludere l'attività distruggendo l'ankus (visto come «simbolo dell'egoismo») e danzando insieme sulla Canzone dell'ankus del re.
È lodata la caratterizzazione del personaggio del Cobra bianco, «incarnazione della fedeltà al dovere, dell'adempimento degli impegni oltre ogni ragionevole dubbio o giustificazione», nonostante si consigli di sorvolare con i bambini sulla sua volontà iniziale di uccidere Mowgli.